# Ебсторф
Ебсторф (њем. Ebstorf) општина је у њемачкој савезној држави Доња Саксонија. Једно је од 29 општинских средишта округа Илцен. Према процјени из 2010. у општини је живјело 5.394 становника. Посједује регионалну шифру (AGS) 3360006.

## Географски и демографски подаци
Ебсторф се налази у савезној држави Доња Саксонија у округу Илцен. Општина се налази на надморској висини од 70 метара. Површина општине износи 27,3 km². У самом мјесту је, према процјени из 2010. године, живјело 5.394 становника. Просјечна густина становништва износи 198 становника/km².

## Међународна сарадња
| Мјесто | Држава    | Врста сарадње | Од    |
| ------ | --------- | ------------- | ----- |
|        | Француска | партнерство   | 1973. |
| Извор  |           |               |       |